# Yuhanon Mar Thevodoros
Yuhanon Mar Thevodoros (Teodor) – duchowny Malankarskiego Kościoła Ortodoksyjnego, od 2010 biskup Kottarakara. Sakrę otrzymał 12 maja 2010 roku.